# Pertoltice pod Ralskem
Pertoltice pod Ralskem è un comune della Repubblica Ceca facente parte del distretto di Česká Lípa, nella regione di Liberec.